# 2 Oddział Ochrony Pogranicza
2 Oddział Ochrony Pogranicza – zlikwidowany oddział w strukturze organizacyjnej Wojsk Ochrony Pogranicza pełniący służbę na granicy polsko-niemieckiej.

## Formowanie oddziału
2 Oddział Ochrony Pogranicza JW 1796 (Zarządzenie SzSG Nr 053/Org. 30 marca 1946) został sformowany w październiku–listopadzie 1945 przez Poznański Okręg Wojskowy na podstawie rozkazu NDWP z 13 września 1945 przez Poznański Okręg Wojskowy według etatu Nr 8/8-B o stanie 2507 oficerów, podoficerów i szeregowców oraz 23 pracowników cywilnych. 
W myśl przyjętych założeń Oddział miał zostać zorganizowany w oparciu o stan osobowy:
- 4 Dywizji Piechoty
- 5 Dywizji Piechoty
- 14 Dywizji Piechoty
- Oficerskiej Szkoły Piechoty nr 3.

Prace w Poznańskim OW związane z organizacją Oddziału WOP nr 2., którego miejscem formowania był Poznań przy ul. Grunwaldzkiej i Palacza oraz w Biedrusku przebiegały bardzo opornie. Mimo że okręg ten formował tylko jeden oddział, to prace organizacyjne zapoczątkowane 4 października 1945 posuwały się bardzo powoli z powodu nieskierowania do jego organizacji wymaganej liczby żołnierzy, jak też braku zaopatrzenia materiałowo-technicznego. Kierowani do oddziału żołnierze przybywali ze znacznym opóźnieniem, po licznych interwencjach w dowództwie okręgu. Wielu żołnierzy kierowanych do organizowanego oddziału nie odpowiadało ustalonym kryterium w wydanych rozkazach i zarządzeniach. Prawie 60% z nich nie posiadało wykształcenia, a ok. 5% stanowili analfabeci i półanalfabeci. Niemniej jednak pod koniec października organizacja oddziału dobiegła końca, aczkolwiek braki etatowe stanów osobowych sięgały 50%. Brak było także środków transportowych. Występujące braki kadrowe i środków transportowych stawiające pod znakiem zapytania możliwości oddziału do sprawnego objęcia nakazanego odcinka granicy państwowej nie powstrzymały dowódcy Poznańskiego OW gen. broni Karola Świerczewskiego przed wydaniem rozkazu 31 października 1945, nakazującego oddziałowi opuścić Poznań 2 listopada 1945 (W dni wymarszu na granicę oddział miał 50% stanu etatowego oficerów i 80% szeregowców). Zgodnie z wydanym rozkazem oddział miał osiągnąć docelowe miejsca postoju 7 listopada 1945 i przejąć wyznaczony odcinek granicy od jednostek 5. DP 15 listopada 1945. Wykonując wydany rozkaz oddział mimo nieosiągnięcia w pełni gotowości do wykonywania zadań w ochronie granicy, przybył na odcinek granicy strzeżonej przez 5. DP i 12 listopada 1945 przejął od pododdziałów dywizji odcinek zachodniej granicy na Odrze i Nysie Łużyckiej od Kostrzyna do Zasiek przystępując do pełnienia służby granicznej.
Zgodnie rozkazem operacyjnym dowódcy oddziału nr 4 z 24 listopada 1945, Sztab oddziału, jako miejsce swego postoju miał wyznaczoną miejscowość Polska Wola k/Rzepina. Jednakże ze względów praktycznych okazało się, że wybór Polskiej Woli na miejsce postoju sztabu oddziału był niefortunny. W związku z czym dowódca oddziału 29 listopada 1945 nakazał przeniesienie sztabu oddziału do Krosna Odrzańskiego.   
W Sękowicach, Gubinie, Cybince, Słubicach i Górzycy zlokalizowano komendy odcinków. Oddział poza 5 komendami odcinków i 25 strażnicami, miał zorganizować 2 PPK III kategorii w Słubicach i Gubinie.
Do 31 grudnia 1945 stan osobowy oddziału powiększył się do 207 oficerów (62% stanu etatowego), 2035 szeregowców (93% stanu etatowego), 642 koni (92% stanu etatowego).
Na podstawie rozkazu Nr 0153/Org. Naczelnego Dowódcy WP z 21 września 1946 jednostka została przeformowana w 2 Poznański Oddział WOP.

## Struktura organizacyjna oddziału
Stan w 1945:
- Dowódca oddziału
  - Adiutant
- Zastępca ds. polityczno-wychowawczych
  - Wydział polityczno-wychowawczy
- Zastępca ds. liniowych
  - Kierownik służby psów
- Szef sztabu
  - Sztab
- Zastępca ds. wywiadu
  - Wydział wywiadowczy
- Pomocnik ds. gospodarczych
  - Wydział zaopatrzenia materiałowo-technicznego
  - Sekcja kwatermistrzowsko-eksploatacyjna
  - Kompania gospodarcza
- Szef służby inżynieryjnej
- Szef służby samochodowej
- Szef służby chemicznej
- Szef służby sanitarnej
  - Ambulatorium Izba chorych
- Szef służby weterynaryjnej
  - Ambulatorium weterynaryjne
- 6 Komenda Odcinka Sękowice  w Sękowicach[18], później w Kole (rozwiązana w 1947)[19]
- 7 Komenda Odcinka Gubin[18]
- 8 Komenda Odcinka Cybinka[18]
- 9 Komenda Odcinka Słubice[18]
- 10 Komenda Odcinka Górzyca
- 4 przejściowe punkty kontrolne (PPK)[18][g][h]: 
  - PPK Gubin (kolejowy) nr 4
  - PPK Gubin (drogowy) nr 5
  - PPK Słubice (kolejowy) nr 6
  - PPK Słubice (drogowy) nr 7
- Grupa manewrowa (175 żołnierzy)[i][18]
- Pluton komendancki.

## Sąsiednie oddziały Ochrony Pogranicza
- 1 Oddział Ochrony Pogranicza ⇔ 3 Oddział Ochrony Pogranicza[j].

## Dowódcy oddziału
- ppłk Stanisław Dobrzański (4.10.1945–19.10.1945)[k][6][23]
- mjr Lucjan Józef Kępiński (19.10.1945–9.11.1945)[23][6]
- mjr Eugeniusz Angerman[24] (10.11.1945–31.05.1946)[l][23][6]
- ppłk Walerian Kuczyński[m] (1.07.1946–20.09.1946) – do przeformowana i dalej[6].

## Przekształcenia
2 Oddział Ochrony Pogranicza → 2 Poznański Oddział WOP → 10 Brygada Ochrony Pogranicza → 9 Brygada WOP → 9 Lubuska Brygada WOP → Lubuska Brygada WOP → Ośrodek Szkolenia WOP w Krośnie Odrzańskim → Lubuski Oddział Straży Granicznej → Nadodrzański Oddział Straży Granicznej.